# 学警雄心
『学警雄心』（繁体字：學警雄心）シリーズは、香港のテレビ局TVBで、2005年から2009年にかけて3シリーズ製作されたテレビドラマである。日本未公開。

## 内容
シリーズは、香港警察の警察官を目指す2人の若者が、警察学校への入学から警察官となり、成長してゆく過程を描いたものである。3シリーズの内容は以下のとおり。

### 第1シリーズ（学警雄心・The Academy）
警察官を目指す鍾立文（呉卓羲）と韋柏翹（陳鍵鋒）は、警察学校に同期入学する。性格の異なる2人は話をすることもなかったが、教官の李文昇（苗僑偉）への対抗心から次第に親友になってゆく。
厳しい訓練に耐え、2人は次第に警官として必要な素養を磨いてゆくが、韋は叔父から、教官の李が幼い頃に別れた父親で本名が李柏翹であることを知らされ、衝撃を受ける。李もそれを知り悩んだ末、親子は同じ職場で働けない香港警察の規定に従い、教官を辞職して現場に戻るが、ある事件で殉職してしまう。韋はさらなるショックを受け、警官になることを諦めようとするが、亡き父の思いを知り、再び警察学校に戻って警官への道を目指してゆく。
韋は、警察学校の同期で裕福な家庭出身の馬靄琳（薛凱琪）と出会い、恋に落ちる。しかし馬の両親から家庭環境の違いで付き合うことを反対され、一時は別れることを決心する。しかし馬の父親が事業に失敗し、馬は警察学校を退学して富豪の元に嫁ぐことを知る。韋は大きなショックを受けるが、鍾から励まされ、周囲の協力も得て馬の両親を翻意させることに成功。やがて27週の教育期間を終え、彼らは警察学校を卒業してゆく。

### 第2シリーズ（学警出更・On the First Beat）
警察学校を卒業した鍾立文（呉卓羲）と李柏翹（陳鍵鋒）は、2人そろって油麻地の警察署に見習警官として配属された。ある日、李が警邏中に手配中の犯罪集団のボス・張景峰と鄭子強を見つけるが、経験不足から取り逃した上、犯罪集団から違法捜査の訴えを起こされてしまう。
数日後、鍾と、警察学校の同期で李の婚約者の馬靄琳（薛凱琪）が張と鄭を目撃して後を追うが、連絡のために鍾がその場を離れたすきに、馬が鄭子強に射殺されてしまう。病院で馬の遺体と対面した李は大きな精神的ショックを受け、何も言わない鍾に対して馬の死の責任を問い続け、2人の間に感情的な溝が生まれてしまう。
半年後、2人は武装警察隊に配属されるが、目の前に現れた上司はなんと張景峰であった。張は2人に、自分が犯罪集団への潜入スパイだったことを明かす。武装警察隊員になるには、最低1年間の警邏任務を経験しなければならないが、張の強い推薦もあって、2人は特別に配属を許されたのだった。
12週間の訓練を受ける間も互いへの対抗心を隠そうとしない2人に対し、チームワークを重んじる武装警察隊に悪影響を及ぼしかねないことを危惧した張は、李を呼び、自らの目で見た事件当日の鍾の行動と、馬の死に責任がないことを伝える。2人の関係はこれによって修復できたが、馬の死の衝撃が李の脳裏から離れることはなかった。
やがて2人に、馬を殺した鄭と対決する日がやってくる。

### 第3シリーズ（学警狙撃・E.U.）
前シリーズから1年たち、2人は出世してそれぞれ別の部門に異動していた。鍾立文（呉卓羲）は特別捜査隊に加入し、覚醒剤の製造集団を追い続け、李柏翹（陳鍵鋒）は緊急対応部隊であるEU (Emergency Unit) で働き、結婚して新たな家庭を築いていた。
鍾は、あるきっかけで犯罪組織の元のボスで、現在のボスにうらみを持つ江世孝（苗僑偉）に出会う。江は、10年間服役していた台湾から香港に戻ったが、自分を陥れた現在のボスに復讐するため、警察に情報を流して逮捕させた上、移送中に偽の身柄奪還作戦を行い、李により射殺させた。現ボスの側近には梁笑棠 (謝天華)がいたが、ボスの死後、江の下で働くことになる。
鍾は、情報源となった江から、娘である悠悠（江若琳）の面倒を見るように依頼される。娘は親を憎んでいて、江が香港に戻ってからも会おうとしなかった。漫画喫茶への就職を世話し、親身に接してくれる鍾に、悠悠は次第に惹かれてゆく。
鍾が江と親しくしていることを重く見た香港警察は、表向きには鍾を懲戒免職とし、裏で江の組織への潜入スパイとして送り込むこととし、悩んだ末に鍾も了承して潜入捜査を開始する。鍾は梁の部下となったが、事情を知らない李は鍾の変節を疑う。悠悠は、警察をクビになりチンピラになった鍾を心配して父親に相談するが、鍾は彼女を利用し続けることに負い目を感じ、悠悠を避けるようになる。その一方で、漫画喫茶をクビになってしまった悠悠を、匿名で応援し続けるのだった。
1年後、李は出世して特別捜査隊の刑事となり、鍾が潜入スパイとして江のもとで働いていることを知る。また鍾も、梁が警察の潜入スパイであることを知る。やがて江の縄張りに他の組織が侵出を始め、抗争を繰り広げる間に梁が警察の潜入スパイであることがばれてしまい、射殺される。
鍾にも次第に危険が迫ってくるが、悠悠への愛情と自らの任務との狭間で葛藤しつつ、組織壊滅のために、李とともに江の逮捕に向かうのであった。

## Laughing哥
シリーズ3作目の『学警狙撃』は平均視聴率30％を誇る人気を得たが、特に人気を集めたのが、謝天華の演じた梁笑棠である。劇中「Laughing哥」と呼ばれたこのキャラクターは、放送中次第に人気を集め、第22話で殉職するものの、ファンからの助命請願が放送局のTVBに寄せられ、人気は最高潮に達した。
TVBでは、ファンからの声に応える形で新たに追加撮影を行い、最終回（第30話）の最後に警官の制服姿で登場、「Laughing哥は復活します」と宣言した。その後、映画撮影が行われ、夏にLaughing哥を主役とした映画『Laughing Gor之變節』が公開された。
さらにTVBでは、2011年にLaughing哥を主役とするテレビドラマ『潜行狙擊』の製作を発表、全30話の予定で撮影中である。

## 苗僑偉
第1作で李柏翹の父親役を演じた苗僑偉は、第3作では犯罪組織のボス・江世孝で出演した。劇中でも、李の父親とよく似ていることを鍾に聞かれるが、「他人のそら似」と答える場面がある。

## 主なキャスト
- 呉卓羲（鍾立文）
- 陳鍵鋒（李柏翹）
- 薛凱琪（馬靄琳 [学警雄心]・[学警出更]）
- 苗僑偉（李文昇 [学警雄心]・江世孝[学警狙撃]）
- 銭嘉樂（曲明昌 [学警雄心]・[学警出更]）
- 李子雄（鍾志華 [学警雄心]）
- 林嘉華（胡卓仁 [学警出更]・[学警狙撃]）
- 楊怡（何花 [学警出更]）
- 郭羨妮（袁慧妮 [学警出更]）
- 容祖児（張念恩 [学警出更]）
- 謝天華（梁笑棠（Laughing 哥）[学警狙撃]）
- 江若琳（江悠悠 [学警狙撃]）